# Спилос Агапитос (хижа)
„Спилос Агапитос“ е хижа в планината Олимп, Гърция.
Това е основната хижа в планината, използвана за преспиване от туристите. Носи името на Спилос Агапитос – гръцки строителен инженер и политик, който е архитектът на първата сграда на хижата.
Построена е през 1931 година и за времето си разполага с 25 места. Хижата разполага със 110 места, разположени в 3 отделни постройки. Хижата е собственост на и се управлява от E.O.O.A. – гръцката федерация по планинарство и катерене.
От 1954 до 2001 година хижар е планинарят Костас Золотас, който прави много от подобренията по хижата. Едно от трите крила на хижата носи неговото име. Хижар повече от 15 години, от 2001 година до днес, е Мариа Золота – дъщеря на Костас Золотас.
До хижата се стига от местността Приония за около 3 – 4 часа, а от нея до връх Митикас времето е същото.